# ضیافت خدایان
ضیافت خدایان (به انگلیسی: The Feast of the Gods)، (به ایتالیایی: Il festino degli dei) یک نقاشی رنگ روغن توسط استاد رنسانس ایتالیایی جووانی بلینی است که با افزودنی‌های قابل توجهی در سمت چپ و مرکز توسط دوسو دوسی و تیسین اضافه شده‌است. این نقاشی یکی از معدود تابلوهای اساطیری هنرمند ونیزی است. در سال ۱۵۱۴ به پایان رسید و آخرین کار بزرگ او بود. اینک در نگارخانه ملی هنر در واشینگتن، دی.سی. قرار دارد که آن را «یکی از بزرگترین نقاشی‌های دوره رنسانس در ایالات متحده» می‌نامد.
این نقاشی اولین تصویر اصلی از موضوع «جشن خدایان» در هنر رنسانس است که قرار بود تا پایان قرن منریسم شمالی به مدت یک قرن بعد باقی بماند. این تابلو چندین شباهت به تابلو دیگر و بسیار پیچیده‌تر، نقاشی شده توسط هنرمند فلورانسی بارتولومئو دی جووانی در دهه ۱۴۹۰ دارد و اکنون در لوور نگهداری می‌شود.

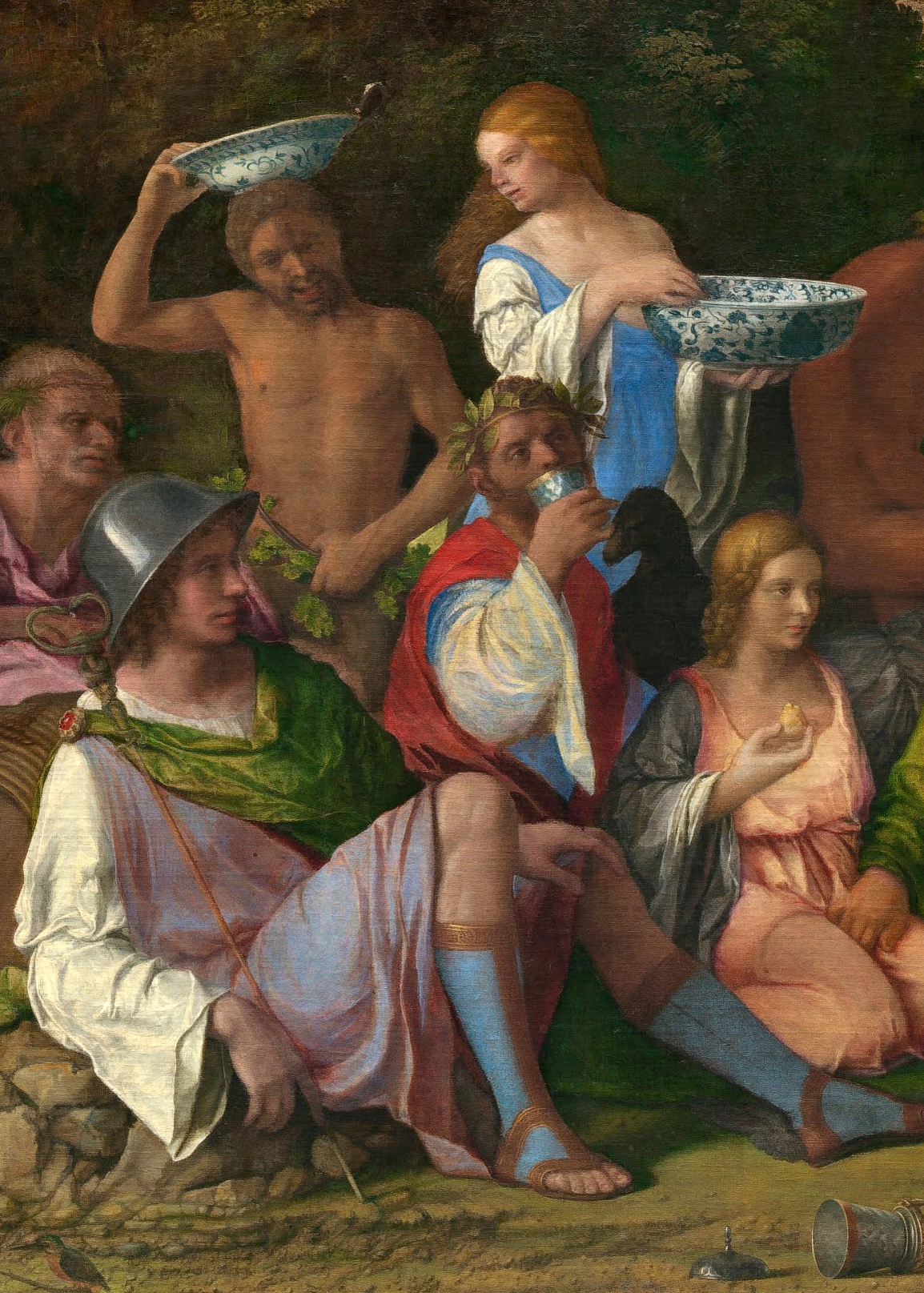
این جزئیات مرکوری، اولین تصویر شناخته شده سرامیک چینی را در نقاشی اروپایی را نشان می‌دهد

## موضوع

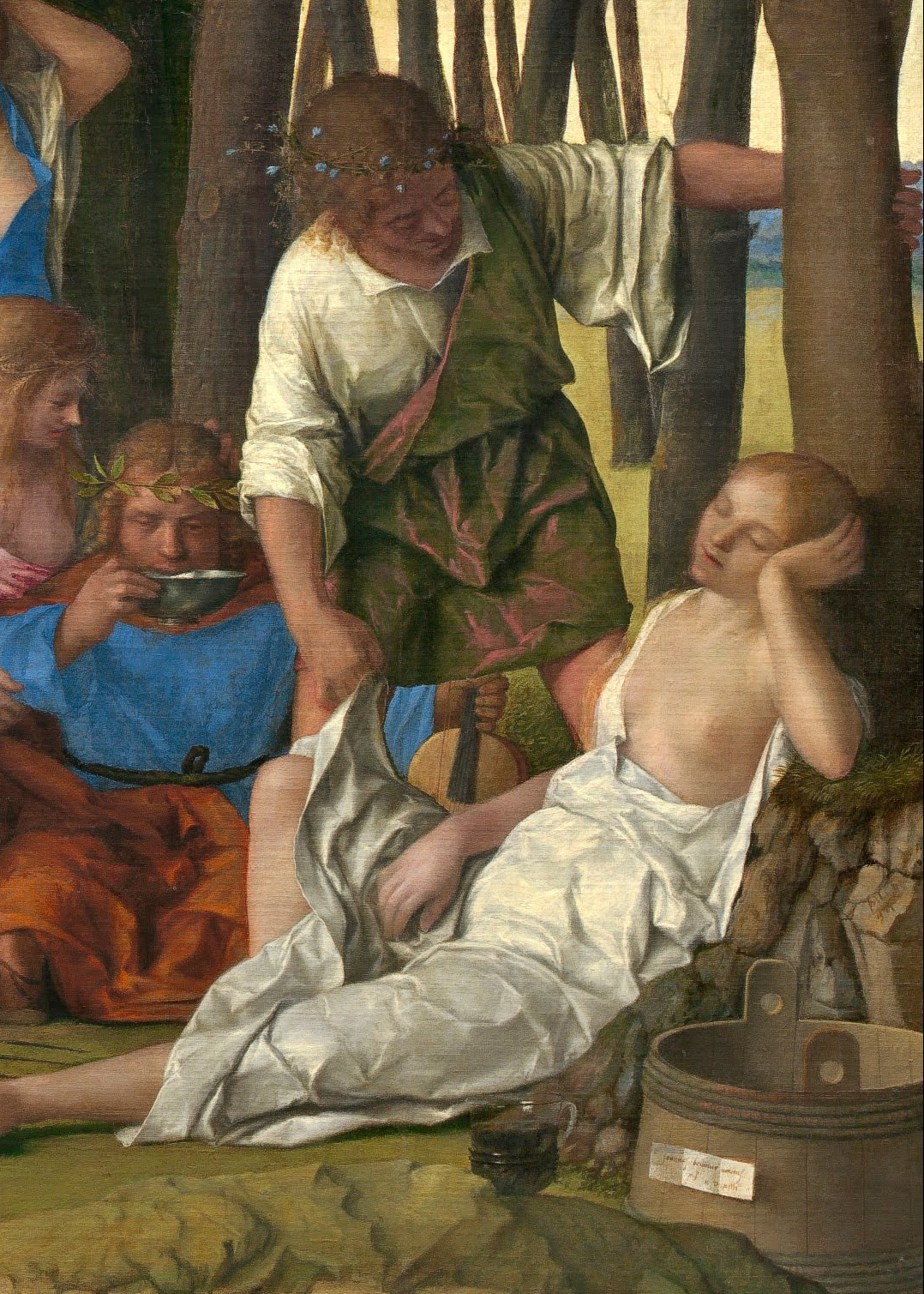
پریاپوس ولوتیس

این نقاشی حادثه تلاش برای تجاوز به لوتیس را نشان می‌دهد. وی زنی بسیار زیبا و دختر نپتون یا نئروس بود. لوتیس در جشنی که به افتخار لیبر ترتیب داده شده بود، حضور داشت، پریاپوس سعی کرد در حالی که لوتیس خواب بود به او تجاوز کند، اما او با صدای ناگهانی الاغ سیلنوس بیدار شد و پریاپوس از خجالت فرار کرد زیرا همه افراد نیز از خواب بیدار شدند و از اهدافش آگاه شدند.

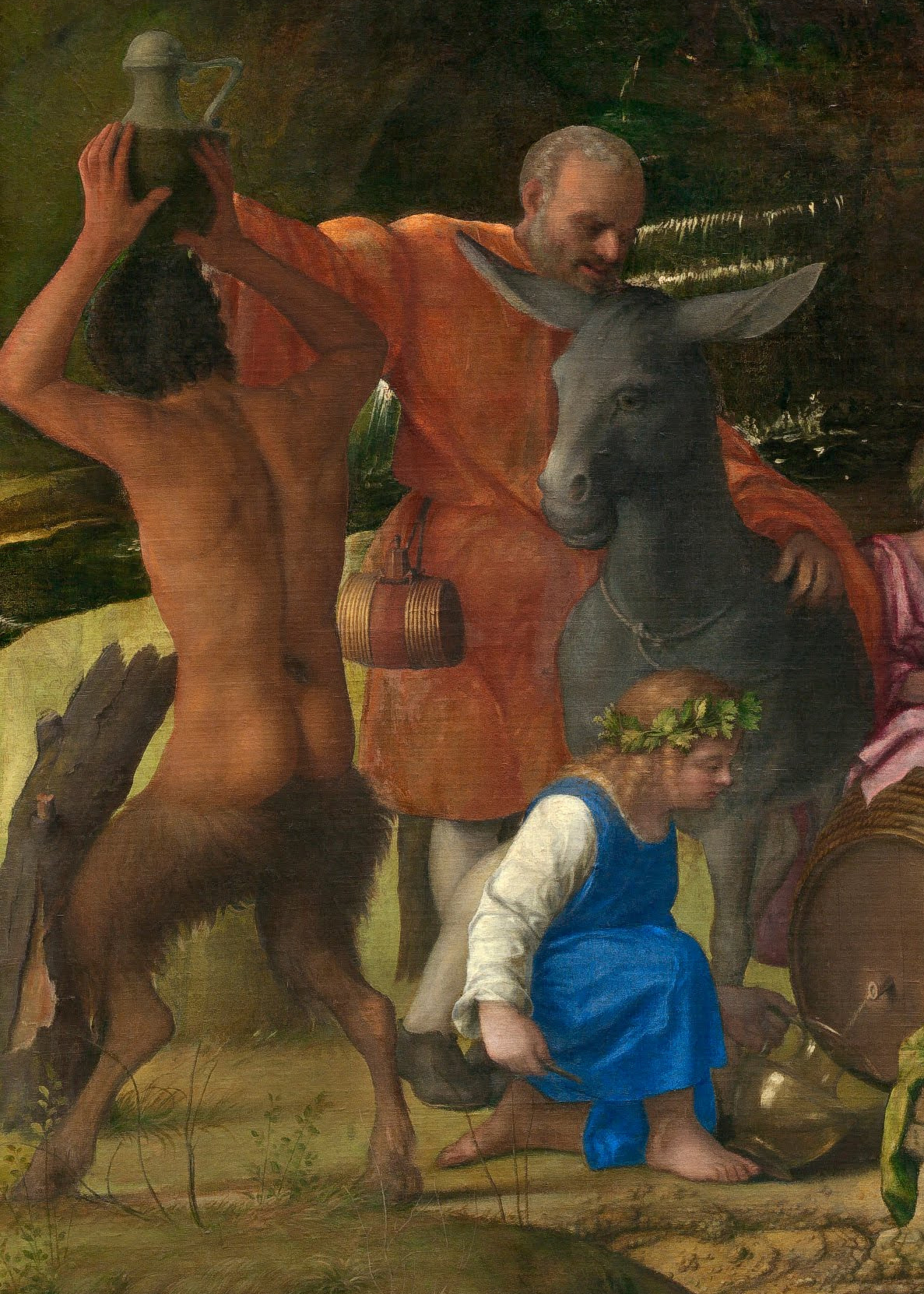
سیلانوس با الاغ خود و باکوس کوچک

## شرح
این اثر یک حرکت چشمگیر از موضوع معمول او در صحنه‌های مذهبی و پرتره‌هایی برای بلینی بود که هنگام شروع آن بیش از ۸۰ سال داشت. وی قبلاً تمایلی به نقاشی داستان‌های اساطیری نداشت و از مأموریت ایزابلا داستا، خواهر آلفونسو، در سالهای ۱۵۰۱ تا ۱۵۰۴ طفره رفته بود.
این نقاشی‌ها در اتاقی که در آن نقاشی شده بود تا سال ۱۵۹۸ هنگامی که آن‌ها مصادره شدند و توسط کاردینال ایپولیتو آلدوبراندینی ("جونیور") به عنوان نماینده تام‌الاختیار پاپی به رم بردند، ماندند.
بعد از چندین بار دست به دست شدن نقاشی بر اثر خرید و فروش توسط افراد مختلف در نهایت در سال ۱۹۲۲ توسط ملاک بزرگ آمریکایی پیتر ا.ب. ویدنر (د. ۱۹۱۵) خریداری و در سال ۱۹۴۲ با بقیه مجموعه خود وارد گالری ملی هنر در واشینگتن دی.سی. شد.

## جرئیات

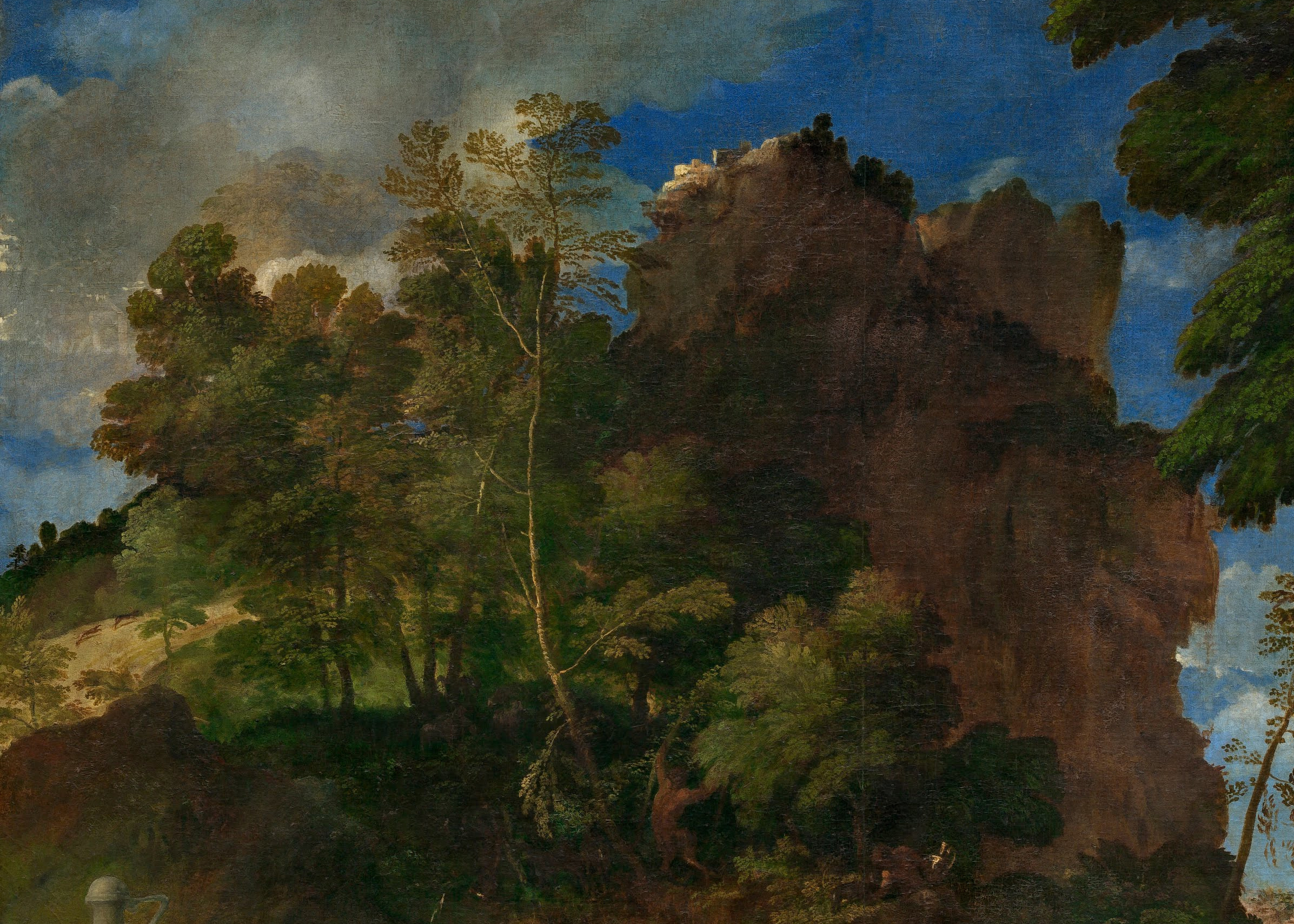
منظره تیسین در سمت چپ نقاشی
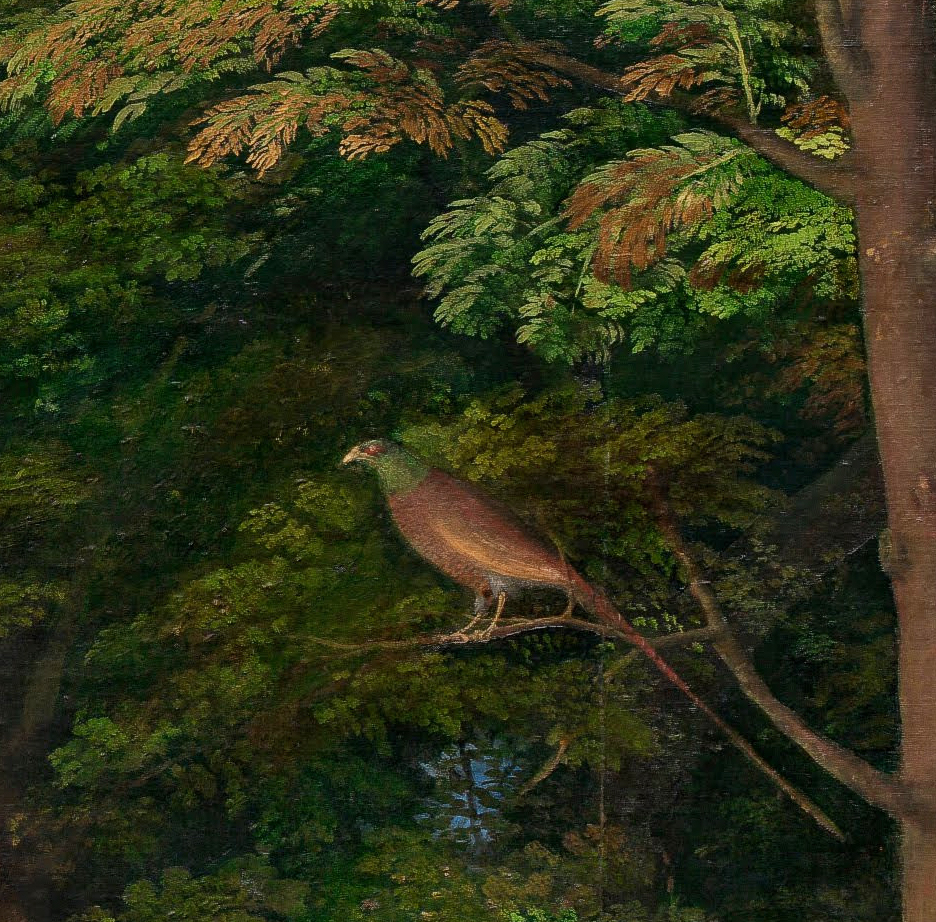
این قرقاول ممکن است توسط دوک آلفونسو نقاشی شده باشد
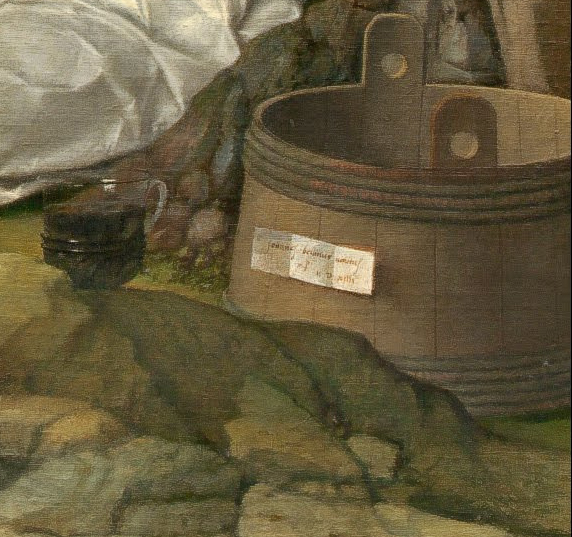
برچسب روی طشت دارای نام بلینی و تاریخ ۱۵۱۴ است